# Würstelstand am Alserspitz

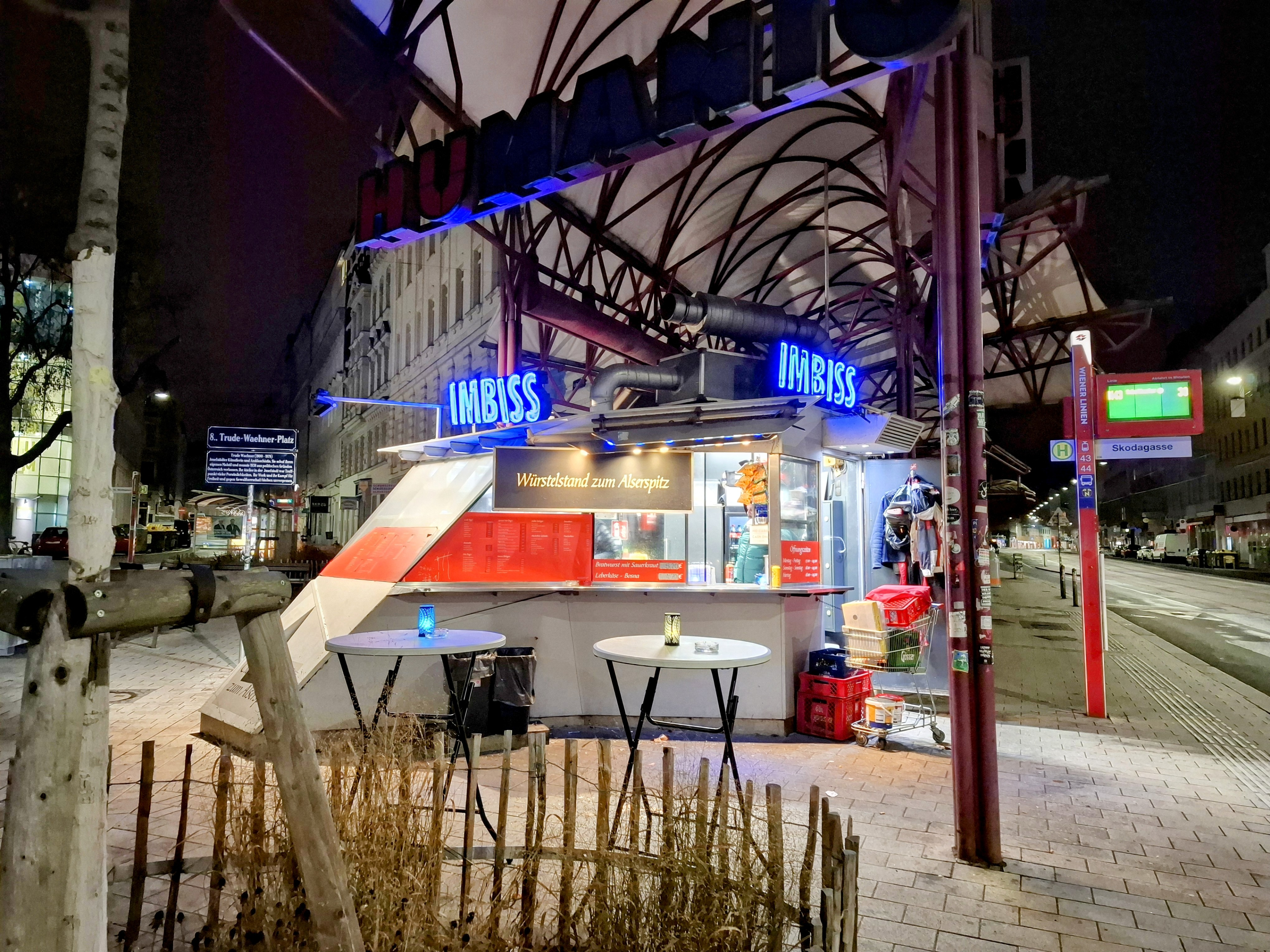
Nachtansicht

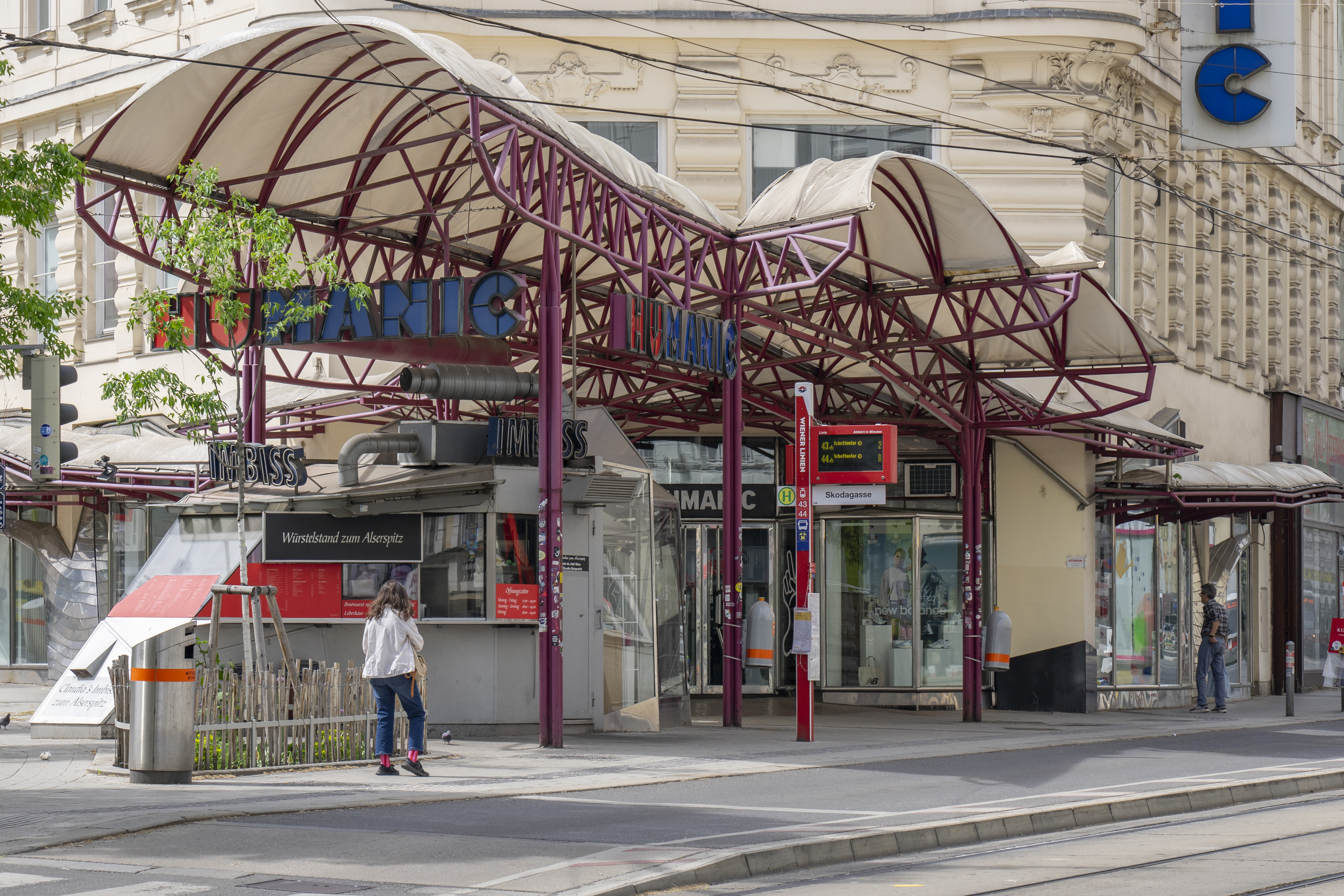
Tagesansicht mit Fassadendetails

Der Würstelstand am Alserspitz (eigene Schreibweise: Würstelstand zum Alserspitz), befindet sich im 8. Wiener Gemeindebezirk Josefstadt, die Adresse lautet Alser Straße 35. Er ist seit 1980 ein fester Bestandteil der Wiener Imbisskultur.
Eine Besonderheit stellt die Einbettung in das Architekturensemble der unmittelbar dahinter liegenden Humanic-Filiale dar, die von Günther Domenig zwischen 1978 und 1980 umgestaltet wurde.
Der Imbiss bietet eine Vielzahl an klassischen Wiener Wurstspezialitäten an, ebenso gibt es ein breites Angebot an diversen Hotdog-Kreationen.
Aufgrund seiner langen Öffnungszeiten ist er auch eine beliebte Anlaufstelle für Nachtschwärmer aus den Lokalen in der Umgebung.
Er befindet sich an der Kreuzung von Alser Straße und Skodagasse, am Verkehrsknotenpunkt Skodagasse (Endstation der Buslinie 13A und der Nachtbuslinie N71, sowie Haltestelle der hochfrequentierten Straßenbahnlinien 43 und 44 bzw. des Nachtbus N43), unweit des Universitätscampus im Alten AKH.
Die im Volksmund Alserspitz genannte Kreuzung wurde 2019 umgestaltet, begrünt und per Gemeinderatsbeschluss in Trude-Waehner-Platz umbenannt.

## Architektur
Domenigs Entwurf integriert fließende, organische sowie geometrische Formen, die in bewusstem Kontrast zur historischen Bausubstanz der Umgebung stehen. Der Würstelstand ist ein baulicher Teil des Präsentationskonzepts "Kristall", einer eigenständigen Vitrine vor der Humanic-Filiale, die durch ihre kantige Geometrie einen Kontrast zu der organisch angehauchten Fassade und dem durch runde Formen dominierten Vordach am Alserspitz hervorsticht.
Der Rest des Ensembles wiederum zeichnet sich durch eine skulpturale Formensprache und den experimentellen Einsatz von Materialien wie Stahl und Glas aus, die als „hart“ empfunden werden, was mit den unregelmäßigen, „fließenden“ Formen kontrastiert. Weitere Elemente sind ein „Knospe“ genanntes Displaysystem und der „Stab“ als gestalterisches Element an den Schaufenstern.
Diese unmittelbare räumliche Nähe führt zu einer bemerkenswerten Gegenüberstellung von traditioneller Wiener Straßenkultur und zeitgenössischer avantgardistischer Architektur.
Der Würstelstand und die Humanic-Filiale in der Alser Straße sind als eine der wenigen Arbeiten Domenigs im Wiener Stadtbild fast unverändert erhalten geblieben und gelten als bedeutendes Beispiel für die Architekturexperimente der späten 1970er Jahre.
Die Architekturfotografin Margherita Spiluttini dokumentierte 1981 die Interaktion zwischen Bauwerk und städtischer Umgebung, was zur weiteren Rezeption dieses Architekturensembles beitrug.

## Links
- Commons: Würstelstand am Alserspitz – Sammlung von Bildern, Videos und Audiodateien
- Commons: Filial- und Platzgestaltung Humanic Alser Straße – Sammlung von Bildern, Videos und Audiodateien